# 冈萨雷斯 (得克萨斯州)
冈萨雷斯（英語：Gonzales）位于美国得克萨斯州中部，是冈萨雷斯县的县治所在，人口约7000人（2000年）。
得克萨斯革命中的 "Come and Take It "旗帜就來自冈萨雷斯。冈萨雷斯也是得克萨斯革命中的第一場戰役地點。